# Aleix Segura i Vendrell
Aleix Segura i Vendrell (Barcelona, 1986) és un apneista català, múltiple campió mundial tant en competicions d'AIDA com de CMAS. Va desenvolupar les seves habilitats en l'apnea a partir de la pesca submarina. Començà a competir en competicions d'apnea l'any 2011, assolint temps en competició d'apnea estàtica per damunt dels vuit minuts l'any del seu debut, i per damunt dels deu minuts en els anys següents. Ha aconseguit tres títols mundials en apnea estàtica.
Competeix tant en piscina com en disciplines de profunditat en el mar, però actualment és especialista en apnea estàtica.
L'any 2016 va aconseguir també un Rècord Guinness. És l'única persona que ha estat, simultàniament, campió d'apnea estàtica amb AIDA, CMAS alhora que posseïa un rècord Guinness.
Actualment combina la seva carrera dins el món de l'apnea i la pesca submarina amb la seva activitat professional com arquitecte a Barcelona.
- 2011 – Subcampió CMAS d'apnea estàtica, Tenerife, Espanya[7]
- 2012 – Subcampió europeu CMAS d'apnea estàtica, Antalya, Turquia[8]
- 2013 – Subcampió Mundial CMAS d'apnea estàtica, Kazan, Rússia[9]
- 2015 – Campió Mundial AIDA d'apnea estàtica, Belgrad, Sèrbia[10]
- 2015 – Campió Mundial CMAS d'apnea estàtica, Mulhouse, França[11]
- 2016 – Rècord Guinness d'apnea estàtica inhalant oxigen pur, Cornellà, Catalunya[5]
- 2016 – Campió Mundial AIDA d'apnea estàtica, Turku, Finlàndia[12]
- 2017 – Subcampió europeu CMAS d'apnea estàtica, Cagliari, Itàlia[13]